# E-Prix de Roma de 2018
El Roma ePrix de 2018, oficialmente 2018 CBMM Niobium Roma E-Prix presented by Mercedes EQ, fue una carrera de monoplazas eléctricos del campeonato de la FIA de Fórmula E que transcurrió el 14 de abril de 2018 en el circuito callejero del EUR en Roma, Italia.

## Entrenamientos libres
Todos los horarios corresponden al huso horario de Italia (UTC+2).

### Primeros libres
| Hora de inicio 8:00 - Hora de finalización 8:45 |     |                   |                         |          |            |         |
| Pos.                                            | N.º | Piloto            | Equipo                  | Tiempo   | Diferencia | Vueltas |
| 1                                               | 3   | Nelson Piquet Jr. | Panasonic Jaguar Racing | 1:36.134 | —          | 18      |
| 2                                               | 2   | Sam Bird          | DS Virgin Racing        | 1:36.215 | +0.081     | 17      |
| 3                                               | 20  | Mitch Evans       | Panasonic Jaguar Racing | 1:36.676 | +0.542     | 17      |
| 4                                               | 25  | Jean-Éric Vergne  | Techeetah               | 1:36.678 | +0.544     | 19      |
| 5                                               | 9   | Sébastien Buemi   | Renault e.dams          | 1:36.796 | +0.662     | 19      |
| Fuente:fiaformulae.com                          |     |                   |                         |          |            |         |

### Segundos libres
| Hora de inicio 10:30 - Hora de finalización 11:00 |     |                  |                           |          |            |         |
| Pos.                                              | N.º | Piloto           | Equipo                    | Tiempo   | Diferencia | Vueltas |
| 1                                                 | 19  | Felix Rosenqvist | Mahindra Racing           | 1:35.467 | —          | 11      |
| 2                                                 | 2   | Sam Bird         | DS Virgin Racing          | 1:35.811 | +0.344     | 10      |
| 3                                                 | 1   | Lucas Di Grassi  | Audi Sport ABT Schaeffler | 1:35.839 | +0.372     | 11      |
| 4                                                 | 6   | José María López | Dragon Racing             | 1:35.951 | +0.484     | 9       |
| 5                                                 | 8   | Nicolas Prost    | Renault e.dams            | 1:35.955 | +0.488     | 9       |
| Fuente:fiaformulae.com                            |     |                  |                           |          |            |         |

## Clasificación
Todos los horarios corresponden al huso horario de Italia (UTC+2).

### Resultados
| Hora de inicio 12:00 - Hora de finalización 12:45 |     |                        |                           |             |             |    |
| Pos.                                              | N.º | Piloto                 | Equipo                    | Tiempo      | Diferencia  | P. |
| 1                                                 | 18  | André Lotterer         | Techeetah                 | 1:36.593    | —           | SP |
| 2                                                 | 19  | Felix Rosenqvist       | Mahindra Racing           | 1:36.683    | +0.090      | SP |
| 3                                                 | 9   | Sébastien Buemi        | Renault e.dams            | 1:36.732    | +0.139      | SP |
| 4                                                 | 2   | Sam Bird               | DS Virgin Racing          | 1:36.901    | +0.308      | SP |
| 5                                                 | 20  | Mitch Evans            | Panasonic Jaguar Racing   | 1:36.911    | +0.318      | SP |
| 6                                                 | 1   | Lucas Di Grassi        | Audi Sport ABT Schaeffler | 1:36.973    | +0.380      | 6  |
| 7                                                 | 16  | Oliver Turvey          | NIO Formula E Team        | 1:37.045    | +0.452      | 7  |
| 8                                                 | 25  | Jean-Éric Vergne       | Techeetah                 | 1:37.055    | +0.462      | 8  |
| 9                                                 | 66  | Daniel Abt             | Audi Sport ABT Schaeffler | 1:37.117    | +0.524      | 9  |
| 10                                                | 23  | Nick Heidfeld          | Mahindra Racing           | 1:37.365    | +0.772      | 10 |
| 11                                                | 36  | Alex Lynn              | DS Virgin Racing          | 1:37.546    | +0.953      | 11 |
| 12                                                | 27  | Tom Blomqvist          | MS&AD Andretti Formula E  | 1:37.561    | +0.968      | 12 |
| 13                                                | 3   | Nelson Piquet Jr.      | Panasonic Jaguar Racing   | 1:38.066    | +1.473      | 13 |
| 14                                                | 5   | Maro Engel             | Venturi Formula E Team    | 1:38.212    | +1.619      | 14 |
| 15                                                | 8   | Nicolas Prost          | Renault e.dams            | 1:38.410    | +1.817      | 15 |
| 16                                                | 7   | Jérôme d'Ambrosio      | Dragon Racing             | 1:42.003    | +5.410      | 18 |
| 17                                                | 4   | Edoardo Mortara        | Venturi Formula E Team    | 1:47.802    | +11.209     | 16 |
| 18                                                | 68  | Luca Filippi           | NIO Formula E Team        | 2:09.829    | +33.236     | 17 |
| 19                                                | 6   | José María López       | Dragon Racing             | Sin tiempos | Sin tiempos | 19 |
| 20                                                | 28  | António Félix da Costa | MS&AD Andretti Formula E  | Sin tiempos | Sin tiempos | 20 |
| Fuente:fiaformulae.com                            |     |                        |                           |             |             |    |

Notas:
1. ↑  «Una idea, una servilleta y el Vaticano». MOTORLAT. Consultado el 14 de abril de 2018.
2. 1 2 3  «Horarios del e-prix de Roma para latinoamérica, España, Italia y Reino Unido». MOTORLAT. Consultado el 14 de abril de 2018.
3. 1 2 3  «Race Results – Formula E». www.fiaformulae.com (en inglés). Archivado desde el original el 17 de abril de 2018. Consultado el 14 de abril de 2018.
4. 1 2 3 4 5  Las primeras 5 posiciones de la parrilla van a ser determinadas por una Super Pole.
5. ↑  Fue sancionado con 2 puestos en la grilla de largada por pasar la bandera de cuadros dos veces durante la clasificación.
6. ↑  Fue sancionado con 10 puestos en la grilla de largada por lanzamiento inseguro.

### Super Pole
| Hora de inicio 12:45 - Hora de finalización 13:00 |     |                  |                         |          |            |    |
| Pos.                                              | N.º | Piloto           | Equipo                  | Tiempo   | Diferencia | P. |
| 1                                                 | 19  | Felix Rosenqvist | Mahindra Racing         | 1:36.311 | —          | 1  |
| 2                                                 | 2   | Sam Bird         | DS Virgin Racing        | 1:36.987 | +0.676     | 2  |
| 3                                                 | 20  | Mitch Evans      | Panasonic Jaguar Racing | 1:37.199 | +0.888     | 3  |
| 4                                                 | 18  | André Lotterer   | Techeetah               | 1:37.235 | +0.924     | 4  |
| 5                                                 | 9   | Sébastien Buemi  | Renault e.dams          | 1:37.817 | +1.506     | 5  |
| Fuente:fiaformulae.com                            |     |                  |                         |          |            |    |

Notas:

## Carrera
Todos los horarios corresponden al huso horario de Italia (UTC+2).
| Hora de inicio 16:00   |     |                        |                           |       |                 |    |        |
| Pos.                   | N.º | Piloto                 | Equipo                    | Vtas. | Tiempo/Retirado | P. | Puntos |
| 1                      | 2   | Sam Bird               | DS Virgin Racing          | 33    | 58:20.656       | 2  | 25     |
| 2                      | 1   | Lucas Di Grassi        | Audi Sport ABT Schaeffler | 33    | +0.970          | 6  | 18     |
| 3                      | 18  | André Lotterer         | Techeetah                 | 33    | +9.518          | 4  | 15     |
| 4                      | 66  | Daniel Abt             | Audi Sport ABT Schaeffler | 33    | +10.167         | 9  | 13     |
| 5                      | 25  | Jean-Éric Vergne       | Techeetah                 | 33    | +17.444         | 8  | 10     |
| 6                      | 9   | Sébastien Buemi        | Renault e.dams            | 33    | +19.835         | 5  | 8      |
| 7                      | 7   | Jérôme d'Ambrosio      | Dragon Racing             | 33    | +24.379         | 18 | 6      |
| 8                      | 5   | Maro Engel             | Venturi Formula E Team    | 33    | +26.350         | 14 | 4      |
| 9                      | 20  | Mitch Evans            | Panasonic Jaguar Racing   | 33    | +37.709         | 3  | 2      |
| 10                     | 4   | Edoardo Mortara        | Venturi Formula E Team    | 33    | +40.739         | 16 | 1      |
| 11                     | 28  | António Félix da Costa | MS&AD Andretti Formula E  | 33    | +42.680         | 20 |        |
| 12                     | 16  | Oliver Turvey          | NIO Formula E Team        | 33    | +48.833         | 7  |        |
| 13                     | 68  | Luca Filippi           | NIO Formula E Team        | 33    | +49.331         | 17 |        |
| 14                     | 8   | Nicolas Prost          | Renault e.dams            | 33    | +1:13.880       | 15 |        |
| 15                     | 27  | Tom Blomqvist          | MS&AD Andretti Formula E  | 33    | +1:31.832       | 12 |        |
| 16                     | 23  | Nick Heidfeld          | Mahindra Racing           | 33    | +1:44.774       | 10 |        |
| 17                     | 6   | José María López       | Dragon Racing             | 29    | +4 vueltas      | 19 |        |
| Ret                    | 19  | Felix Rosenqvist       | Mahindra Racing           | 22    |                 | 1  | 3      |
| Ret                    | 3   | Nelson Piquet Jr.      | Panasonic Jaguar Racing   | 18    |                 | 13 |        |
| Ret                    | 36  | Alex Lynn              | DS Virgin Racing          | 15    |                 | 11 |        |
| Fuente:fiaformulae.com |     |                        |                           |       |                 |    |        |

Notas:
1. ↑  Un punto adicional para el que marcó la vuelta rápida en carrera. (Daniel Abt)
2. ↑  Tres puntos adicionales para el que marco la pole position. (Felix Rosenqvist)